# IAM Cycling/Saison 2015
Diese Liste beschreibt die Mannschaft und die Erfolge des Radsportteams IAM Cycling in der Saison 2015.

## Saison 2015

### Erfolge in der UCI WorldTour
| Datum     | Rennen                    | Sieger          |
| --------- | ------------------------- | --------------- |
| 3. August | 2. Etappe Polen-Rundfahrt | Matteo Pelucchi |
| 4. August | 3. Etappe Polen-Rundfahrt | Matteo Pelucchi |

### Erfolge in der UCI Asia Tour
| Datum       | Rennen                 | Kat. | Sieger           |
| ----------- | ---------------------- | ---- | ---------------- |
| 22. Februar | 6. Etappe Tour of Oman | 2.HC | Matthias Brändle |

### Erfolge in der UCI Europe Tour
| Datum      | Rennen                                        | Kat. | Sieger              |
| ---------- | --------------------------------------------- | ---- | ------------------- |
| 29. Januar | Trofeo Santanyi-SesSalines-Campos             | 1.1  | Matteo Pelucchi     |
| 1. Februar | Trofeo Palma                                  | 1.1  | Matteo Pelucchi     |
| 27. Mai    | Prolog Baloise Belgium Tour                   | 2.HC | Matthias Brändle    |
| 17. Juni   | Prolog Ster ZLM Toer                          | 2.1  | Roger Kluge         |
| 25. Juni   | Französische Meisterschaft – Einzelzeitfahren | CN   | Jérôme Coppel       |
| 28. Juni   | Lettische Meisterschaft – Straßenrennen       | CN   | Aleksejs Saramotins |
| 5. Juli    | 1. Etappe Österreich-Rundfahrt                | 2.HC | Sondre Holst Enger  |
| 6. Juli    | 2. Etappe Österreich-Rundfahrt                | 2.HC | David Tanner        |
| 28. Juli   | 4. Etappe Tour de Wallonie                    | 2.HC | Jonas Vangenechten  |
| 2. Oktober | 2. Etappe Tour de l’Eurométropole             | 2.1  | Jonas Vangenechten  |

### Erfolge in der UCI Oceania Tour
| Datum      | Rennen                                     | Kat. | Sieger            |
| ---------- | ------------------------------------------ | ---- | ----------------- |
| 11. Januar | Australische Meisterschaft – Straßenrennen | CN   | Heinrich Haussler |

### Abgänge – Zugänge
| Zugänge            | Team 2014                  | Abgänge             | Team 2015               |
| ------------------ | -------------------------- | ------------------- | ----------------------- |
| Stef Clement       | Belkin-Pro Cycling Team    | Gustav Erik Larsson | Cult Energy Pro Cycling |
| David Tanner       | Belkin-Pro Cycling Team    | Kevyn Ista          | Wallonie-Bruxelles      |
| Lawrence Warbasse  | BMC Racing Team            | Johann Tschopp      | IAM Mountainbike        |
| Jonas Vangenechten | Lotto Belisol              | Sébastien Hinault   | Karriereende            |
| Dries Devenyns     | Team Giant-Shimano         | Dominic Klemme      | Karriereende            |
| Jérôme Coppel      | Cofidis, Solutions Crédits | Thomas Löfkvist     | Karriereende            |
| Jarlinson Pantano  | Colombia                   |                     |                         |
| Thomas Degand      | Wanty-Groupe Gobert        |                     |                         |
| Clément Chevrier   | Bissell Development Team   |                     |                         |
| Simon Pellaud      | Roth-Felt                  |                     |                         |

### Mannschaft
| Fahrer                | Geburtsdatum       | Nationalität       |
| --------------------- | ------------------ | ------------------ |
| Marcel Aregger        | 26. August 1990    | Schweiz            |
| Matthias Brändle      | 7. Dezember 1989   | Österreich         |
| Sylvain Chavanel      | 30. Juni 1979      | Frankreich         |
| Clément Chevrier      | 29. Juni 1992      | Frankreich         |
| Stef Clement          | 24. September 1982 | Niederlande        |
| Jérôme Coppel         | 6. August 1986     | Frankreich         |
| Thomas Degand         | 13. Mai 1986       | Belgien            |
| Stefan Denifl         | 20. September 1987 | Österreich         |
| Dries Devenyns        | 22. Juli 1983      | Belgien            |
| Martin Elmiger        | 23. September 1978 | Schweiz            |
| Sondre Holst Enger    | 17. Dezember 1993  | Norwegen           |
| Mathias Frank         | 9. Dezember 1986   | Schweiz            |
| Jonathan Fumeaux      | 7. März 1988       | Schweiz            |
| Heinrich Haussler     | 25. Februar 1984   | Australien         |
| Reto Hollenstein      | 22. August 1985    | Schweiz            |
| Roger Kluge           | 5. Februar 1986    | Deutschland        |
| Pirmin Lang           | 25. November 1984  | Schweiz            |
| Jarlinson Pantano     | 19. November 1988  | Kolumbien          |
| Simon Pellaud         | 6. November 1992   | Schweiz            |
| Matteo Pelucchi       | 21. Januar 1989    | Italien            |
| Jérôme Pineau         | 2. Januar 1980     | Frankreich         |
| Sébastien Reichenbach | 28. Mai 1989       | Schweiz            |
| Vicente Reynés        | 30. Juli 1981      | Spanien            |
| Aleksejs Saramotins   | 8. April 1982      | Lettland           |
| Patrick Schelling     | 1. Mai 1990        | Schweiz            |
| David Tanner          | 30. September 1984 | Australien         |
| Jonas Vangenechten    | 16. September 1986 | Belgien            |
| Lawrence Warbasse     | 28. Juni 1990      | Vereinigte Staaten |
| Marcel Wyss           | 25. Juni 1986      | Schweiz            |